# اطلس انرژی
اطلس انرژی (انگلیسی: Atlas Energy) شرکت نفت آمریکایی است، که در سال ۲۰۰۰ تأسیس شد.